# 알렉산드로니 여단

알렉산드로니 여단(Alexandroni Brigade, 히브리어: חתיבת אלכסנדרוני, Hativat Aleksandroni)은 이스라엘 방위군 여단으로, 수많은 이스라엘 전쟁에 참전했다.

## 조직
- 제3보병여단 "알렉산드로니" (예비군)
  - 제7012보병대대
  - 제8101보병대대
  - 제9203보병대대
  - (6609) 정찰대대 "알렉산드로니"
  - 제5280전투공병대대
  - 병참대대
  - 시그널컴퍼니